# (15462) Stumegan
(15462) Stumegan (1999 AV1) – planetoida z pasa głównego asteroid okrążająca Słońce w ciągu 4 lat i 295 dni w średniej odległości 2,85 j.a. Została odkryta 8 stycznia 1999 roku w Obserwatorium Kitt Peak w programie Spacewatch. Nazwa planetoidy pochodzi od Stewarta Megana (ur. 1952) odkrywcy planetoidy z grupy NEO 2004 BV18 we współpracy z programem FMO Spacewatch.